# 沙爾溫
29°1′7″N 0°15′28″W / 29.01861°N 0.25778°W

沙爾溫（阿拉伯语：‎），是阿爾及利亞的城鎮，位於該國西南部，由阿德拉爾省負責管轄，是沙爾溫區的首府，面積3,080平方公里，2008年人口11,347，人口密度每平方公里4人。